# 桜島赤水町
桜島赤水町（さくらじまあかみずちょう）は、鹿児島県鹿児島市の町。旧大隅国大隅郡桜島郷赤水村、鹿児島郡西桜島村大字赤水、鹿児島郡桜島町大字赤水。郵便番号は891-1420。人口は273人、世帯数は151世帯（2020年4月1日現在）。
桜島の西部に位置しており、桜島の大正大噴火の際には噴火により流出した溶岩によって町域の大部分が埋没している。寛政12年（1800年）から2006年（平成18年）に新島町として分割されるまで桜島の北東に位置する新島が飛地として赤水に含まれていた。2004年（平成16年）には赤水の採石場跡地に特設された桜島特設ステージにおいてシンガーソングライターである長渕剛の「桜島オールナイトコンサート」が行われ7万5千人を動員した。

## 地理

町域の大部分が大正溶岩に覆われている

桜島の西部、南岳の西麓に位置する。旧桜島町の南端に位置しており、町域の北方は大正溶岩を隔てて桜島横山町、南方は野尻町にそれぞれ隣接しており、西方は鹿児島湾に面している。
集落は国道西側の海岸部に集中しており、主にビワを中心とした果樹生産を行っている。桜島の大正大噴火の際に西麓に流出した溶岩（大正溶岩）によって町域の大部分が埋没している。大正溶岩上にはクロマツの自生林があり、クロマツを中心としてネズミモチ、ノリウツギなどの陽樹の植生がみられる。赤水の海岸にはダンチクの群落や、ケカモノハシの群落があるほか、ハマゴウ、ケカモノハシ、ススキの植生がみられる。
かつては桜島の北東海上にある新島（しんじま）、硫黄島、中ノ島も桜島赤水町に含まれていたが、合併後の2006年（平成18年）2月13日に新島、硫黄島、中ノ島の区域が分割され新島町として新たに設置された。

### 自然公園・自然保護地区
桜島赤水町の一部は国立公園である霧島錦江湾国立公園の区域に指定されており、特別区域特別保護地区（桜島西溶岩原・桜島山頂）・第1種特別地域（桜島西溶岩原・袴腰・桜島南斜面）・第3種特別地域（赤水）・普通地域から構成される。

### 山岳
- 引ノ平
- 愛宕山

### 河川
- 引ノ平川（水無川）

## 歴史

### 赤水の成立と中世
赤水という地名は室町時代より見え、大隅国向島のうちであった。永享11年（1439年）の島津持久袖判証状の中に見えるのが初見であると考えられている。
天文6年（1537年）には島津勝久が本田董親に向島地頭を任じた際に「赤水」などを宛がった。2年後の天文8年（1539年）に島津貴久によって喜入忠俊へ赤水を宛がったが、弘治3年（1557年）には同じく島津貴久によって樺山幸久に宛がわれた。

### 近世の赤水

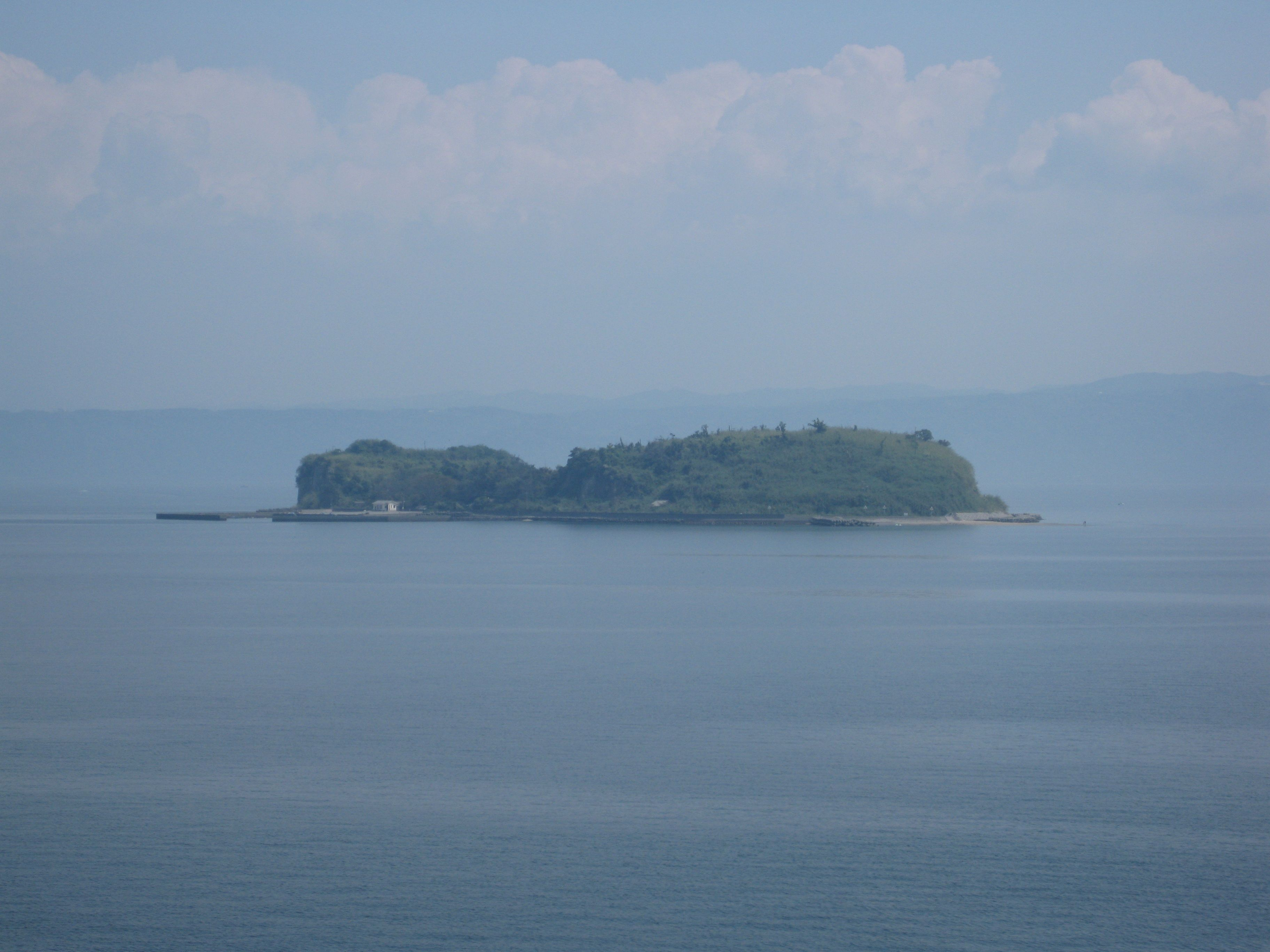
安永大噴火の際に隆起して生成された桜島北東沖にある新島。1800年から2006年までの206年にわたり赤水の飛地となっていた。

江戸時代には大隅国大隅郡桜島郷（外城）のうちであった。村高は「天保郷帳」では163石余、「郡村高辻帳」では163石余、「三州御治世要覧」では271石余、「旧高旧領取調帳」では289石余であった。江戸時代の桜島では水田がなかったことからハゼノキが多く栽培されており、赤水村には櫨を保管する倉庫が多く置かれていた。赤水村の沖合には烏島があり、烏島について薩摩藩の地誌である「三国名勝図会」では以下のように記述している。烏島は後述のとおり1914年（大正3年）に発生した大正大噴火の際に埋没した。

烏島 赤水村の南、三町許の海中にあり、文明七年八月十五日、野尻村火を發す、島人傳へいふ是時涌出せしといふ、今は雑木繁茂す、土俗に唯松樹の生ずる事を忌むといへり、今に一松樹を生ずるなし、烏鴉多く集り栖む、因て名を得るとかや、周匝半里許あり、人居なし、寛永十年五月、慈眼公辯財天の祠を創建し給へり、
—三国名勝図会巻之四十三
安永8年（1779年）に発生した桜島の安永大噴火では赤水村の住民は鹿児島城下に避難した。また噴火の影響により桜島北部にある高免村（現在の高免町）の沖合に島が隆起し、これらの島は「新島」と呼ばれた。寛政12年（1800年）には赤水村及び黒神村（現在の黒神町）から13名が移住し、新島は赤水村に属することとなった。
嘉永3年（1850年）には薩摩藩によって赤水に砲台が築かれ、翌年の嘉永4年（1851年）には火薬庫も設置された。文久3年（1863年）時点では桜島赤水砲台には6門の大砲が設置されていた。同年7月2日には鹿児島湾において薩摩藩とグレートブリテン及びアイルランド連合王国（イギリス）との間で薩英戦争が勃発し、赤水砲台には国分郷・囎唹郡郷の兵が配備された。
1877年（明治10年）に西郷隆盛を盟主とする士族による武力反乱である西南戦争では主戦場となった鹿児島府下にある鹿児島県庁は兵乱を避けるため、赤水村に一時的に仮出張所を置いた。1887年（明治20年）4月2日には「 鹿兒島縣下分郡ノ件」（明治20年勅令第7号）により大隅郡が南北に分割され、赤水村は北大隅郡の所属となった。

### 町村制施行から鹿児島市編入まで

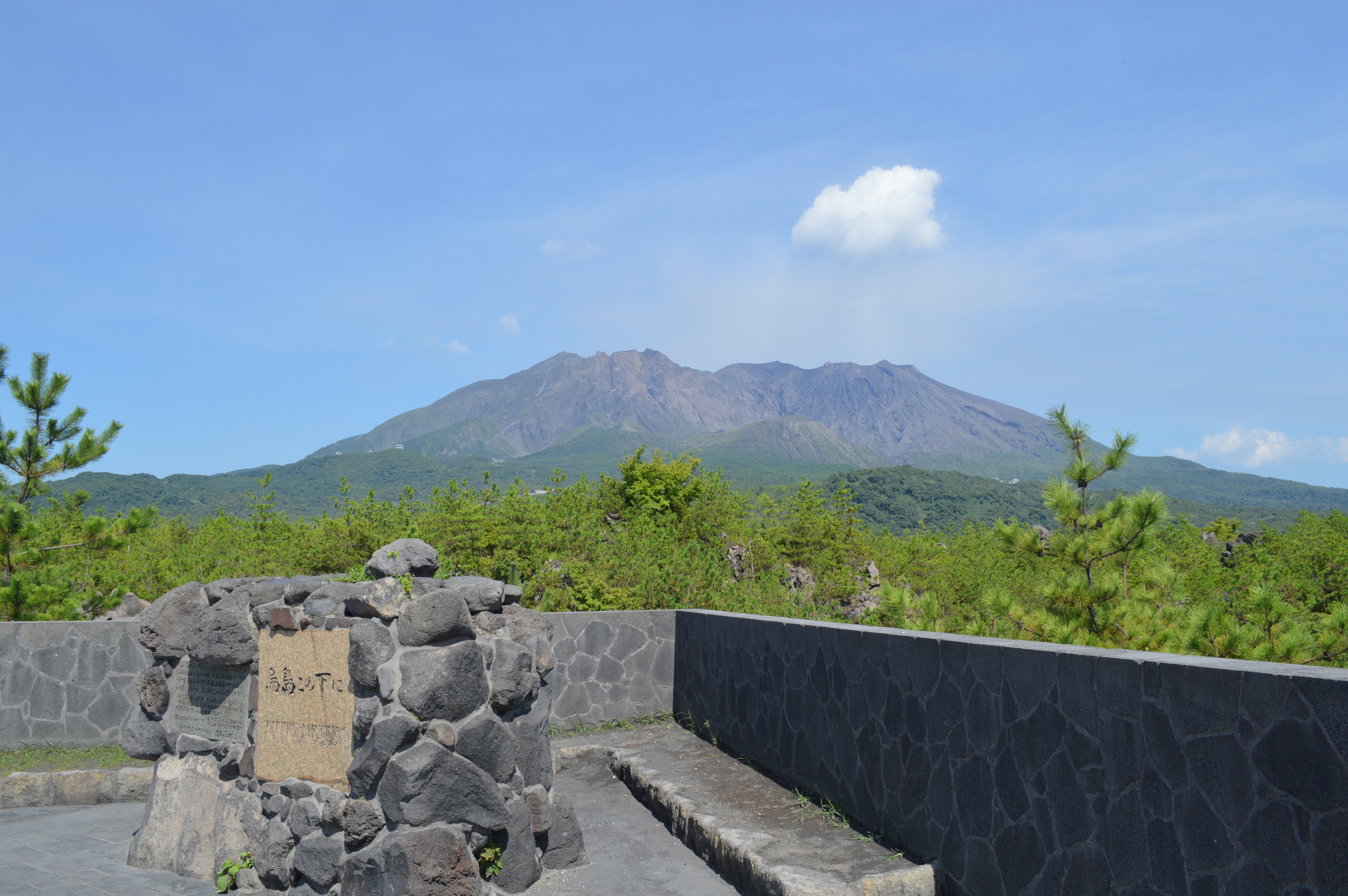
大正大噴火により桜島と陸続きとなった烏島から望む桜島

1889年（明治22年）4月1日に町村制が施行されたのに伴い、桜島の西半分にあたる横山村、赤水村、小池村、赤生原村、武村、藤野村、西道村、松浦村、二俣村、白浜村の区域より北大隅郡西桜島村が成立した。それに伴いそれまでの赤水村は西桜島村の大字「赤水」となった。1897年（明治30年）4月1日には「 鹿兒島縣下國界竝郡界變更及郡廢置法律」（明治29年法律第55号）によって北大隅郡が鹿児島郡に統合され、西桜島村は鹿児島郡のうちとなった。
1914年（大正3年）1月12日に桜島の噴火が発生した（大正大噴火）。1月18日には赤水海岸に溶岩が到達した。赤水では火風（火砕流）が発生したとの証言があった。また、沖合500メートルにあった烏島が流出した溶岩に埋没した。
桜島の噴火が発生した直後、鹿児島県や桜島の対岸に位置する鹿児島市、西桜島村が所属する鹿児島郡は、鹿児島湾内に停泊していた船舶を徴発して赤水や横山・小池などの集落に向かい救助を行った。噴火発生時の赤水の人口は1,881名であったが、鹿児島方面に避難し谷山を経て伊集院へ避難した。赤水では家屋351戸が焼失し、1名が死亡している。また、当時の集落はすべて埋没し、噴火の終息後にかつての集落の南東に移住した。また、大正溶岩によって横山との間の交通が遮断されたことにより、横山に所在していた桜洲小学校（現在の鹿児島市立桜洲小学校）への通学が出来なくなり、1928年（昭和3年）に住民によって道路が開削されるまで隣接する東桜島村の東桜島小学校（現在の鹿児島市立東桜島小学校）へ委託通学が行われた。
1973年（昭和48年）5月1日には西桜島村が町制施行し桜島町となった。1976年（昭和51年）には赤水を縦断する国道224号のうち赤水から横山の袴腰までの区間について桜島の噴火災害の避難道路として道路拡張工事が行われた。
2004年（平成16年）8月21日から翌8月22日にかけ、赤水の採石場跡地に特設された桜島特設ステージにおいて鹿児島県出身のシンガーソングライターである長渕剛の「桜島オールナイトライブ」が行われた。ライブは夜9時半から始まり翌日の朝6時半まで行われた。会場の広さは東京ドーム3つ分に及び、当日は7万5千人を動員した。また、聴衆以外にも警察官600人、警備員1,000人が配備された。2006年（平成18年）には特設会場の跡地に「叫びの肖像」などのモニュメントが設置され、周辺は赤水展望広場として整備された。

### 鹿児島市編入後
2004年（平成16年）11月1日に桜島町が鹿児島郡吉田町、日置郡松元町、郡山町、揖宿郡喜入町と共に鹿児島市に編入された。合併に際して設置された法定合併協議会である鹿児島地区合併協議会における協議によって、桜島町の区域の大字については「字の区域を廃止し、当該廃止された字の区域に相当する区域により新たに町の区域を設定し、その名称については表示案に基づき、各町の意向を尊重し合併までに調整するものとする」と協定された。
前述の協定に基づいて、合併前の10月26日に鹿児島県の告示である「 町の区域の設定及び字の廃止」が鹿児島県公報に掲載された。この告示の規定に基づき、それまでの大字赤水は廃止され、大字赤水の全域を以て新たに鹿児島市の町「桜島赤水町」が設置された。
2006年（平成18年）2月13日には、江戸時代の寛政年間頃に赤水村に編入され、町村制施行以後も赤水の飛地となっていた桜島北東部に所在する新島・硫黄島・中ノ島の区域が「 町の区域の設定及び変更」（鹿児島県告示）の施行に伴って、「新島町」として分割された。

### 字域の変遷
| 変更後         | 変更年             | 変更前                             |
| -------------- | ------------------ | ---------------------------------- |
| 新島町（新設） | 2006年（平成18年） | 桜島赤水町（新島・硫黄島・中ノ島） |

## 人口
以下の表は国勢調査による小地域集計が開始された1995年以降の人口の推移である。
| 年                 | 人口 |
| ------------------ | ---- |
| 1995年（平成7年）  | 451  |
| 2000年（平成12年） | 411  |
| 2005年（平成17年） | 388  |
| 2010年（平成22年） | 348  |
| 2015年（平成27年） | 302  |

## 施設

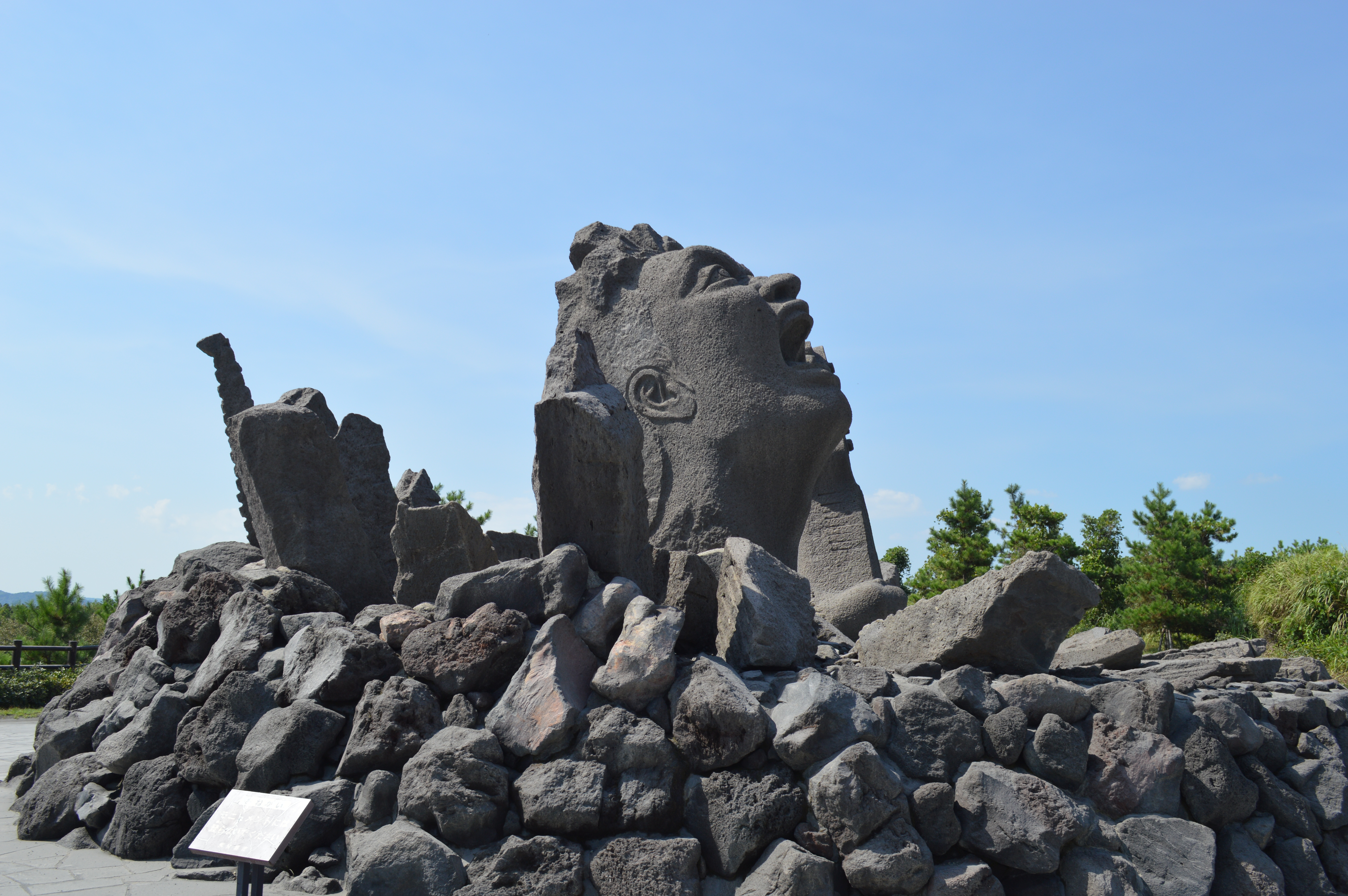
赤水展望広場に設置されている「叫びの肖像」

### 公共
- 赤水避難舎[50]
- 赤水展望広場[39]
  - 「叫びの肖像」
- 烏島展望所

### 寺社
- 愛宕枚聞神社[51][24]

## 小・中学校の学区
市立小・中学校の学区（校区）は以下の通りである。
| 町丁       | 番・番地 | 小学校               | 中学校               |
| ---------- | -------- | -------------------- | -------------------- |
| 桜島赤水町 | 全域     | 鹿児島市立桜洲小学校 | 鹿児島市立桜島中学校 |

## 交通

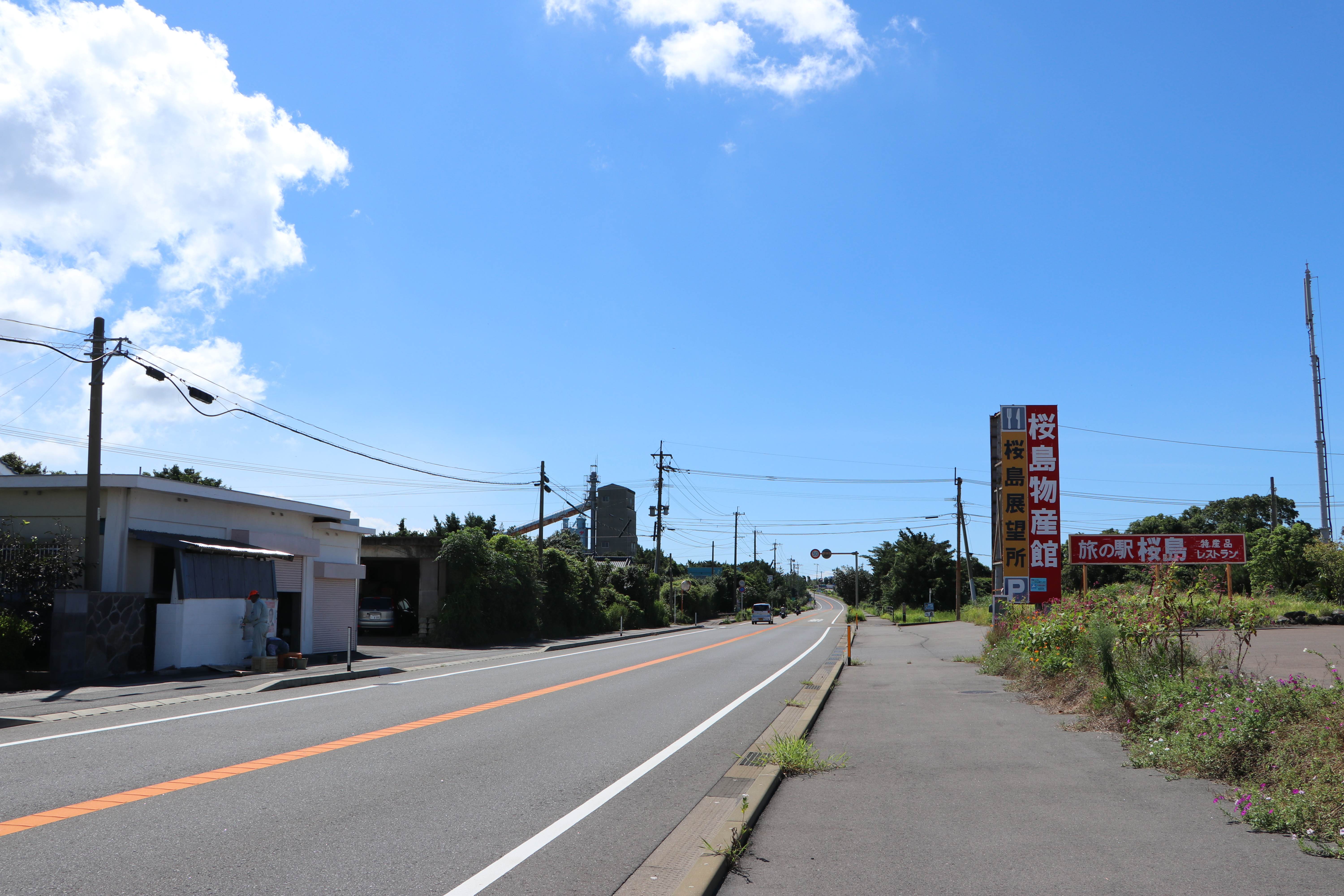
国道224号を垂水方面に望む

### 道路
一般国道
- 国道224号

### 路線バス
鹿児島市交通局
- サクラジマアイランドビュー
鳥島展望所 - 赤水展望広場 - 赤水麓 - 赤水湯之平口

鹿児島交通
- 桜島港 - 垂水港
薩摩赤水

### 港湾
- 赤水港（避難港（1番）[53]、第1種漁港[54]）